# Alimena
Alimena település Olaszországban, Szicília régióban, Palermo megyében. Lakosainak száma 1761 fő (2023. január 1.). Alimena Blufi, Gangi, Petralia Soprana, Petralia Sottana, Resuttano, Santa Caterina Villarmosa, Villarosa és Bompietro községekkel határos.

## Népesség
A település népességének változása:
| Lakosok száma | 1978 | 1955 | 1761 |
|               | 2017 | 2018 | 2023 |